# لغم حمدي

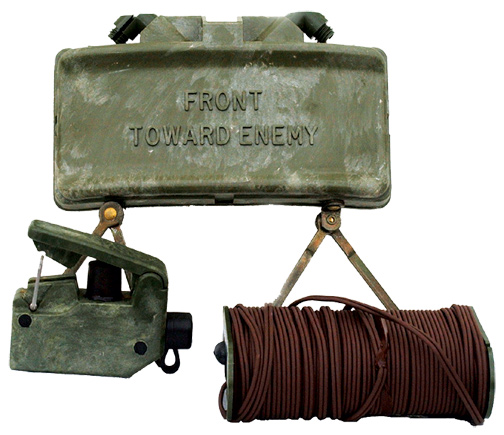
لغم كلايمور (Claymore mine) الأمريكي

لغم حمدي (بالإنجليزية: HAMDY mine) هو لغم ارضي مضاد للأفراد متشظي اتجاهي مصري الصنع وهو نسخة من لغم كلايمور (Claymore mine) الأمريكي، ويتم إنتاج لغم حمدي في شركة المعصرة للصناعات الهندسية. يتكون اللغم من جسم رئيسي مستطيل الشكل من البلاستيك بلون الرمال وله وجه محدب، وفي داخله طبقة من حوالي 700 قطعة فولاذية مدمجة في شحنة رئيسية من المتفجرات المصبوبة. يتم تثبيت اللغم بواسطة مجموعتين من الأرجل من نوع المقص. يوجد في الجزء العلوي من اللغم محدد هدف (peep sight)، واثنين من حفر التفجير التي تقبل التفجيلا عبر التحكم الكهربائي أو صمامات الانطلاق من نوع MUV. عند تشغيله، ينثر اللغم شظاياه في قوس بزاوية 60 درجة إلى مدى 50 مترًا وارتفاع مترين تقريبًا.

لغم كلايمور (Claymore mine) الأمريكي

وقد تم استخدام هذا اللغم في أفغانستان وأنجولا .